# Северин Ашкеназі
Северин Ашкеназі (пол. Seweryn Aszkenazy; англ. Severyn Ashkenazy; нар. 21 лютого, 1936, м. Тернопіль) — польсько-американський готельєр та філантроп.

## Життєпис

### Ранні роки
Северин Ашкеназі народився в 1936 році в місті Тернополі, тоді у складі Польщі, зараз  розташоване в Західній Україні. 
Під час Другої світової війни він ховався у підвалі маєтку в заміській місцевості.
Після війни переїхав у Францію, де отримав ступінь бакалавра мистецтв з літератури в Університеті Парижу. Навчався в аспірантурі в університеті Каліфорнії, Лос-Анджелес, протягом чотирьох років, але так і не закінчив його.

### Кар'єра
Разом зі своїм братом Арнольдом відкрив готель «Ермітаж Беверлі-Хіллз» у 1976 році. У 1989 році він із братом разом керували вже трьома готелями L’Ermitage Beverly Hills, Bel Age і Mondrian.
Тим часом його брат Арнольд Ашкеназі придбав картини Вінсент Ван Гога, Пабло Пікассо, Рауля Дюфі, Моріса де Вламінка, Стентона Макдональд-Райта, Джона Алтуна, Сола Стейнберга, каліфорнійського імпресіоніста Вільяма Вендта, літографії Жоана Міро, Марка Шагала і Олександра Колдера. Усі ці картини висіли на стінах їхніх готелів.
Засновник і почесний голова малих розкішних готелів світу.

### Благочинність
Ашкеназі є засновником Асоціації Бейт-Варшава, Heritage and Rebirth, Бейт-Польща і Бейт Варшава Фаундешн, а також "Друзів єврейського Відродження в Польщі".
Виступав з промовою в Лос-Анджелесі перед гуманітарними випускниками в 2014 році.

### Сім'я
Має сина Северина (Сева) Ашкенадзі, який є забудовником у Сан-Фернандо, Каліфорнія. У той час як Северин-батько був студентом у Каліфорнійському університеті в 1960 році, він мав роман з мексиканкою, але пішов від неї до народження дитини. Його мати трохи змінила прізвище і виховала його як католика. Син зустрів свого батька, коли йому було 20 років, і працював на нього протягом шести років.
Інший син, Стефан Ашкеназі, був одружений з казахстансько-російською підприємицею і світською левицею Гогою Ашкеназі з 2003 по 2007 рр., і у них є син Адам.